# Chromis
Chromis ist die artenreichste Gattung der Riffbarsche (Pomacentridae). Im deutschen werden die Fische auch als Schwalbenschwänzchen bezeichnet. 

## Lebensraum
Die Schwarmfische leben in subtropischen und tropischen Korallen- und Felsriffen des Atlantik und des Indopazifik. Sie bevorzugen Riffe, die periodisch starken Strömungen ausgesetzt sind. Der Mönchsfisch (Chromis chromis), der im Mittelmeer, im Schwarzen- und Asowschen Meer und im Atlantik von Lissabon bis an die Küste Marokkos lebt, ist lange Zeit die einzige Art in europäischen Gewässern.
Zusammen mit den Fahnenbarschen gehören Chromis-Schwärme zum charakteristischen Bild der Außenriffhänge. Wie fast alle Riffbarsche bewohnen Chromis-Arten die oberen 15 bis 20 Meter der Wassersäule. Als Zooplanktonfresser finden sie jedoch auch in tieferen Zonen Nahrung. C. alpha, C. axillaris, C. delta und C. mirationis werden, neben nur drei weiteren Riffbarscharten auch unterhalb von 60 Metern angetroffen. C. abyssicola, C. leucura, C. struhsakeri, C. verater und C. woodsi kommen sogar noch unterhalb von 100 Metern vor.

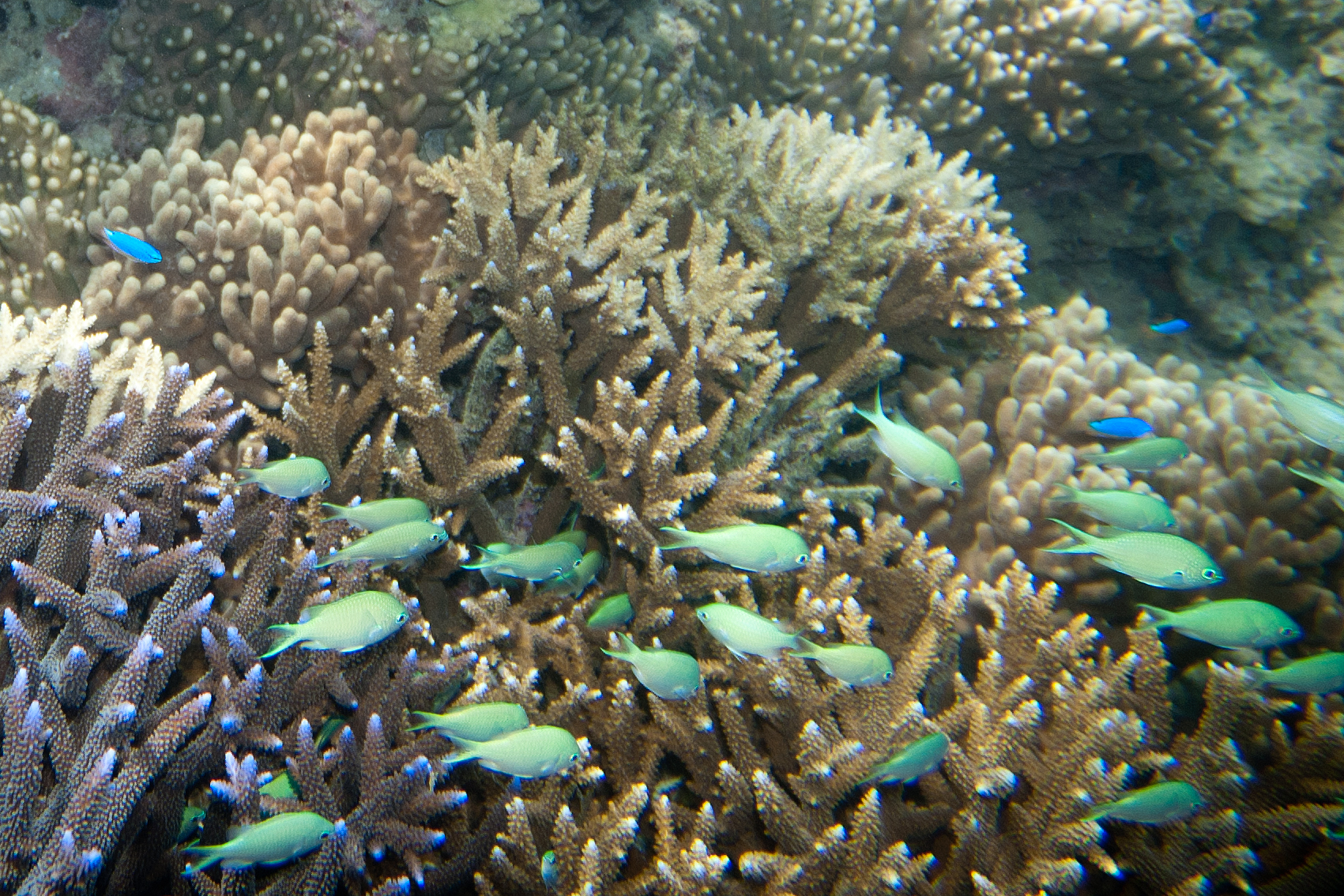
Chromis viridis

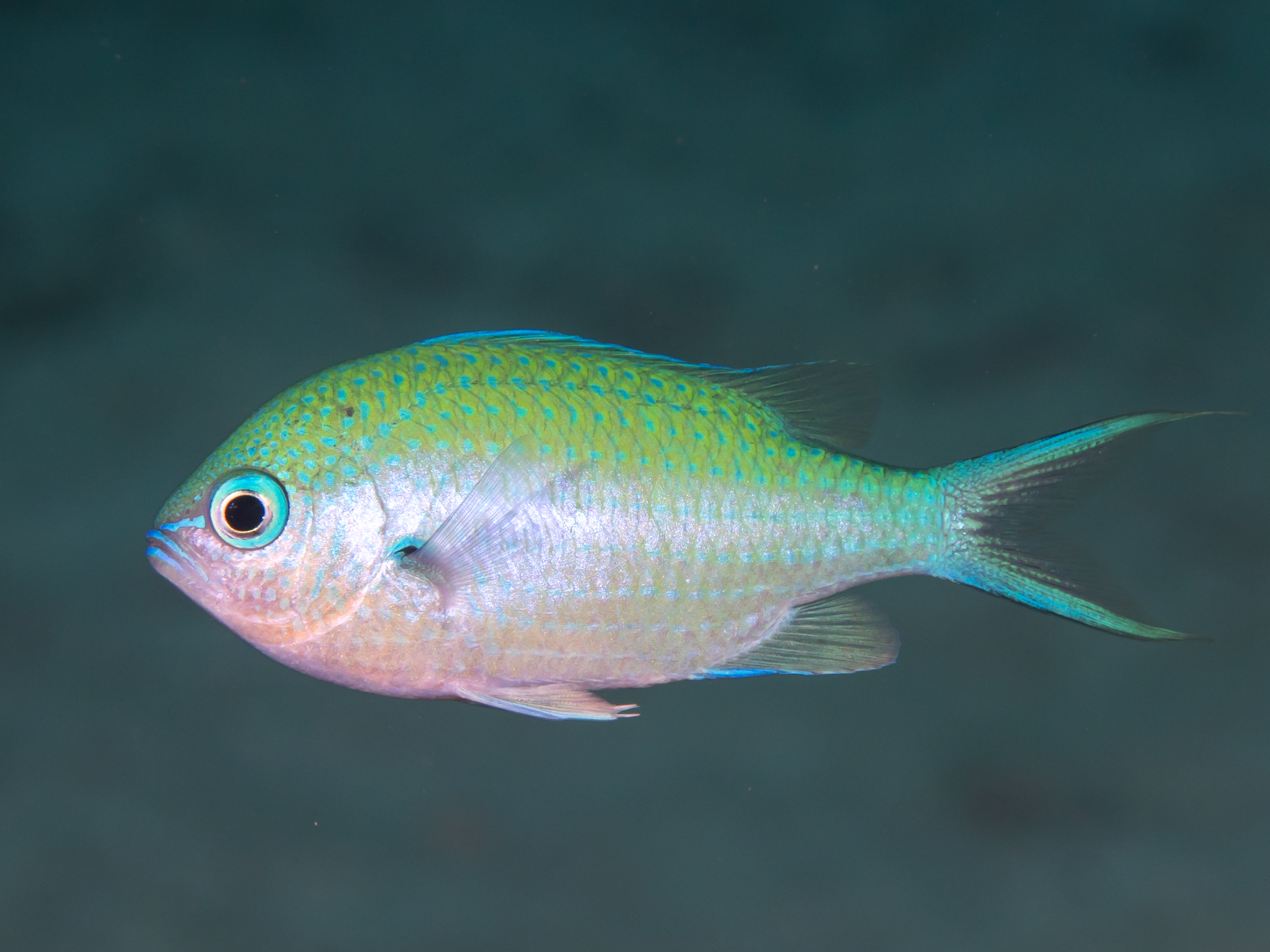
Chromis atripectoralis

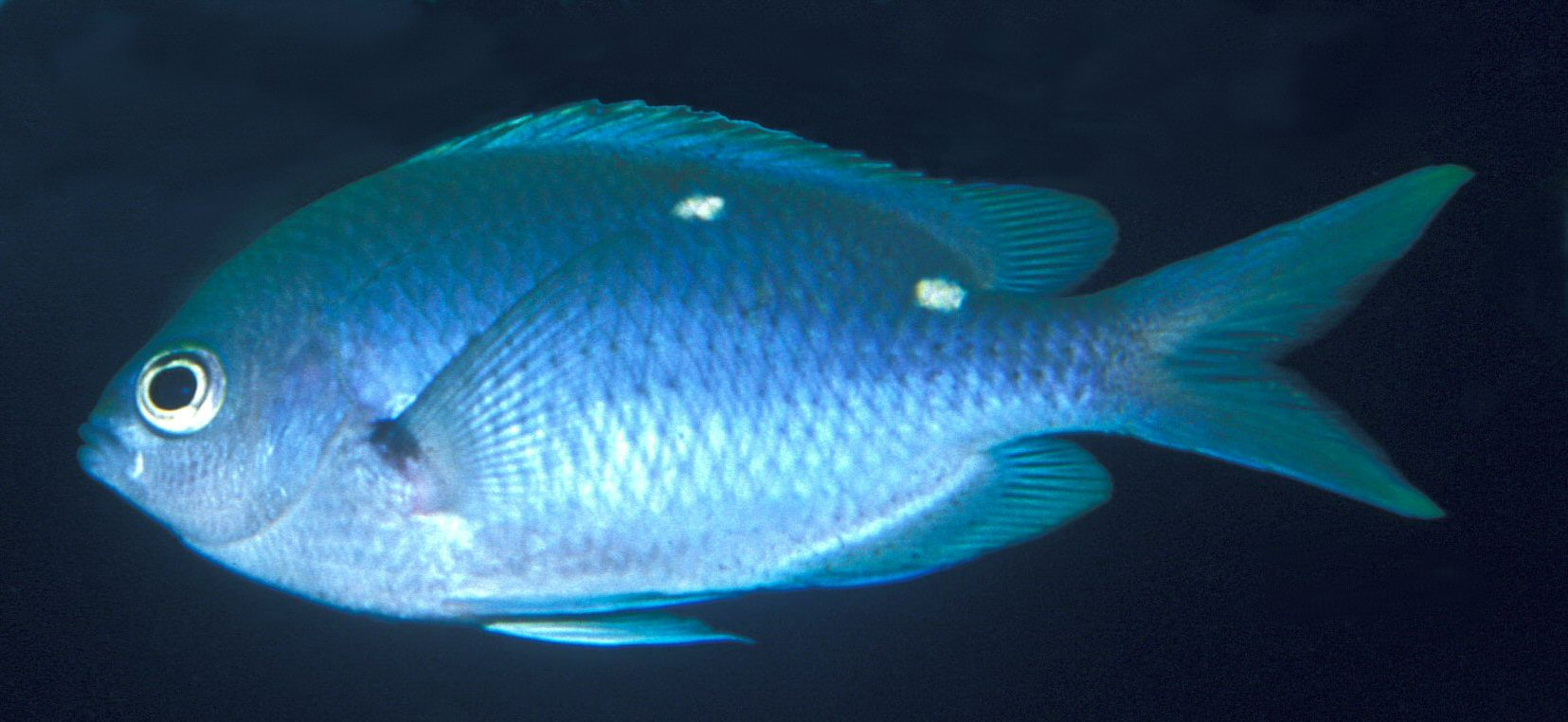
Chromis dispilus

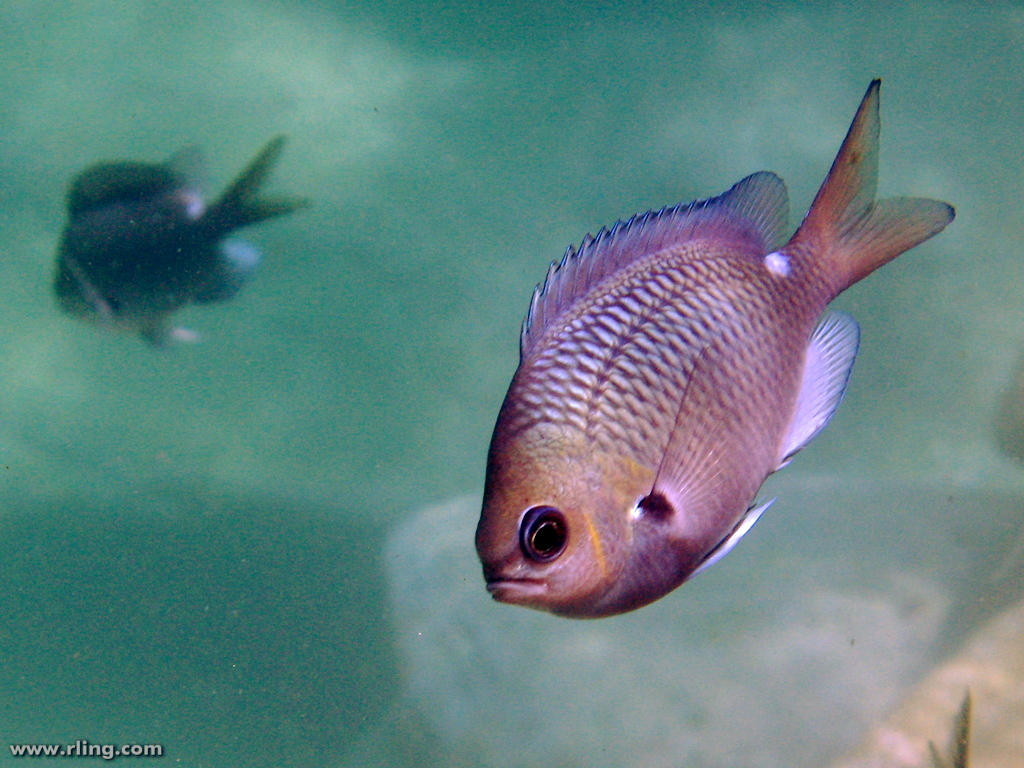
Chromis hypsilepis

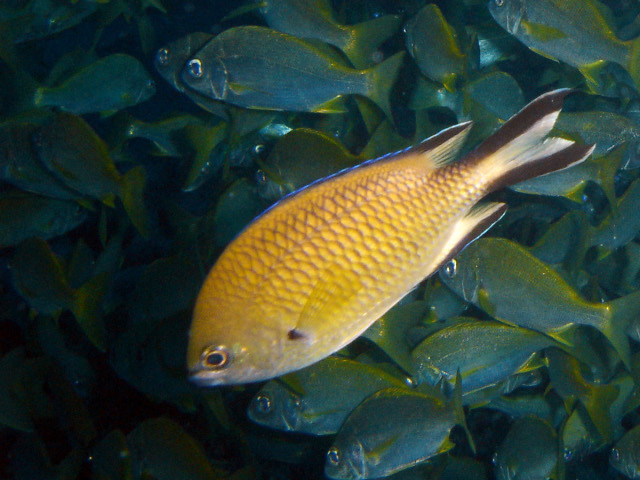
Chromis limbata

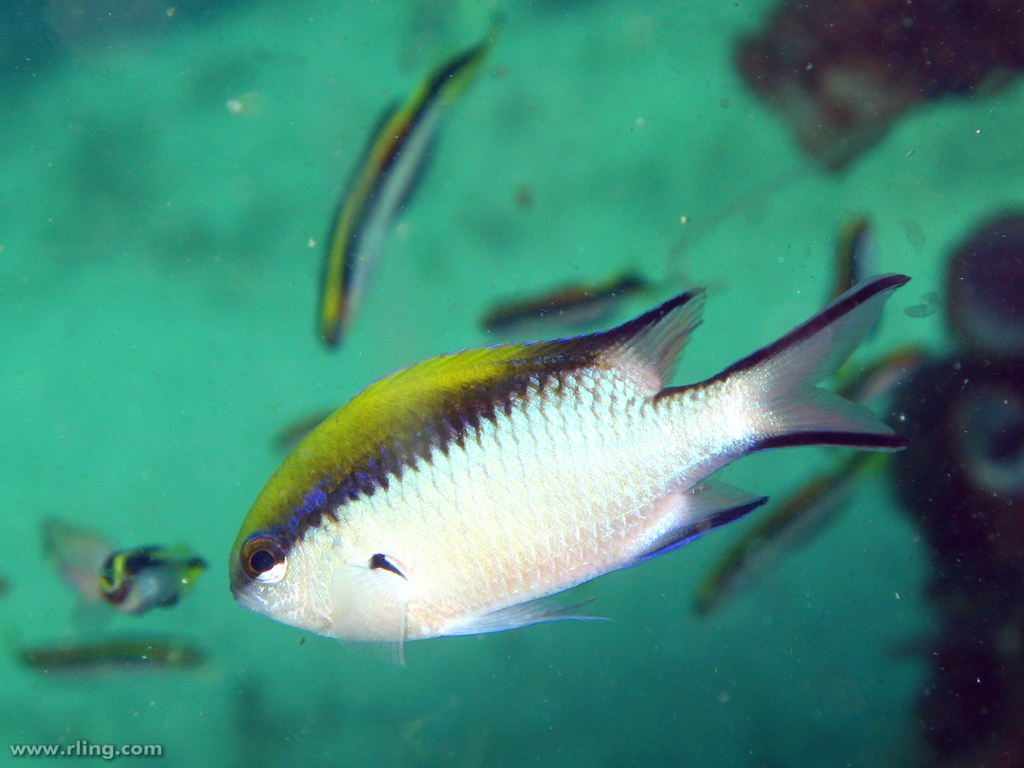
Chromis nitida

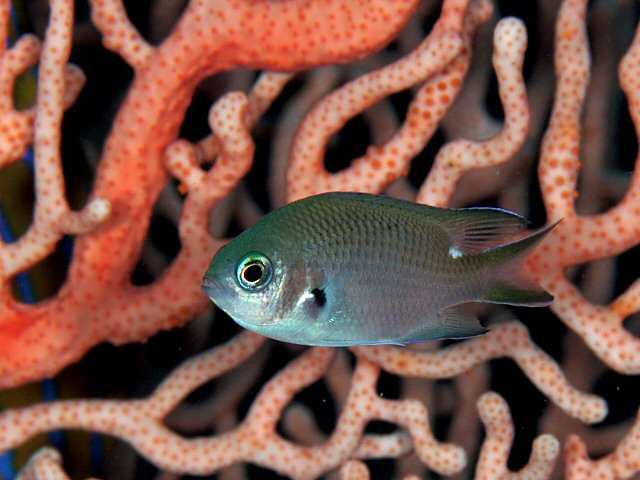
Chromis notatus

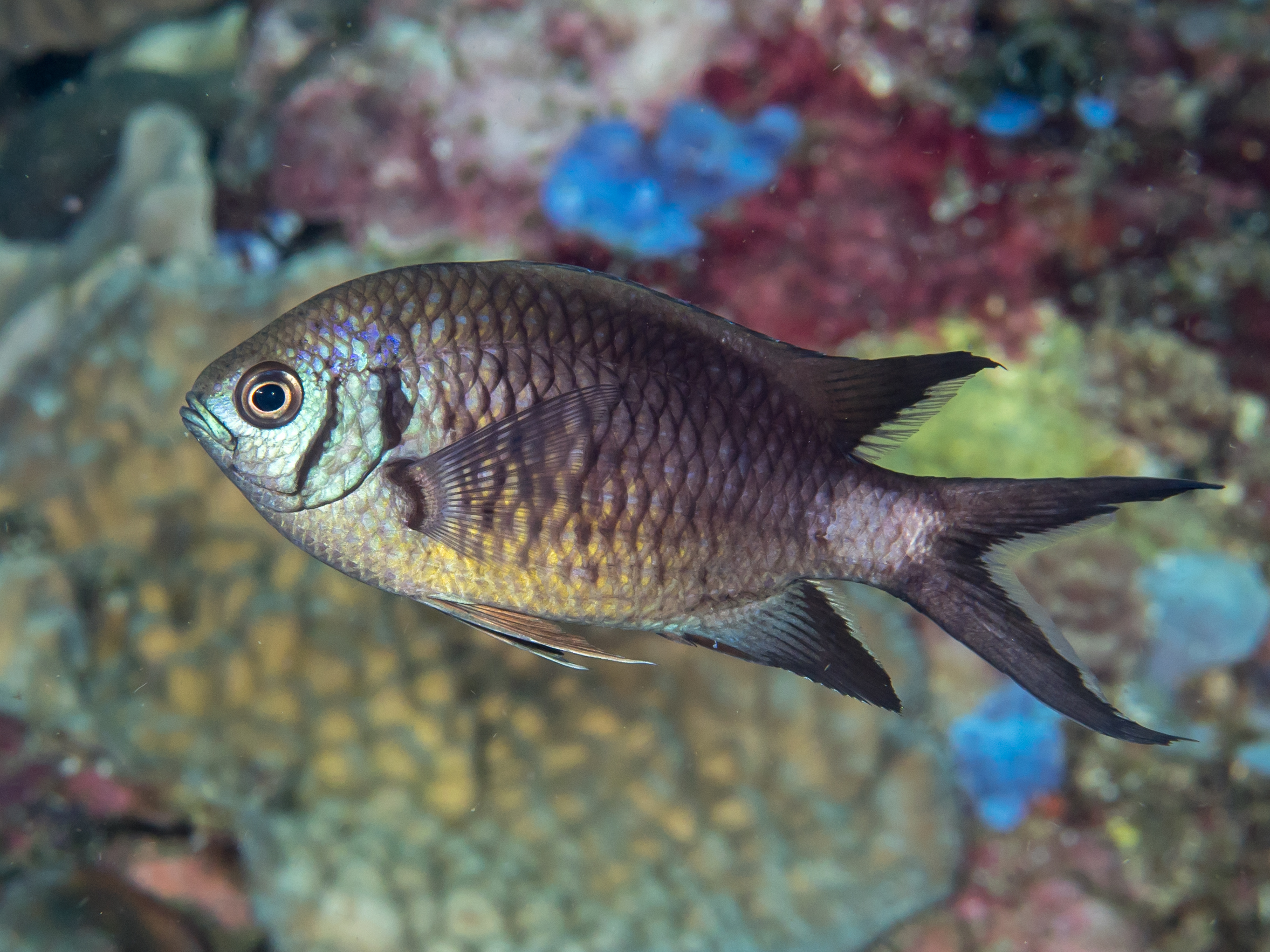
Chromis xanthura

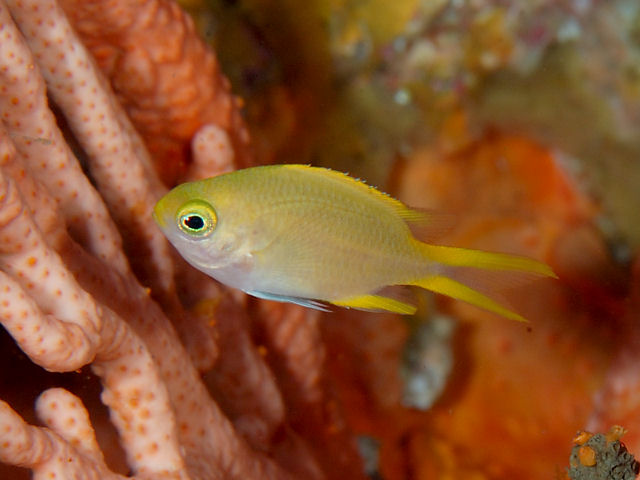
Chromis xouthos

## Arten
- Chromis abyssicola Allen & Randall, 1985
- Chromis abyssus Pyle et al., 2008
- Chromis albomaculata Kamohara, 1960
- Chromis alpha Randall, 1988
- Chromis alta Greenfield & Woods, 1980
- Chromis anadema Motomura et al., 2017
- Chromis analis (Cuvier in Cuvier & Valenciennes, 1830)
- Schwarzachsel-Schwalbenschwänzchen (Chromis atripectoralis Welander & Schultz, 1951)
- Chromis axillaris (Bennett, 1831)
- Chromis bowesi Arango et al., 2019
- Chromis cadenati Whitley, 1951
- Chromis caerulea (Cuvier in Cuvier & Valenciennes, 1830)
- Mönchsfisch (Chromis chromis (Linnaeus, 1758))
- Chromis chrysura (Bliss, 1883)
- Chromis circumaurea Pyle et al., 2008
- Chromis crusma (Valenciennes in Cuvier & Valenciennes, 1833)
- Chromis dasygenys (Fowler, 1935)
- Chromis degruyi Pyle et al., 2008
- Chromis dispilus Griffin, 1923
- Chromis earina Pyle et al., 2008
- Chromis enchrysura Jordan & Gilbert, 1882
- Chromis flavapicis Randall, 2001
- Chromis flavaxilla Randall, 1994
- Chromis flavicauda (Günther, 1880)
- Chromis flavipectoralis Randall, 1988
- Chromis flavomaculata Kamohara, 1960
- Chromis fumea (Tanaka, 1917)
- Chromis gunting Arango et al., 2019
- Chromis hangganan Arango et al., 2019
- Chromis hypsilepis (Günther, 1867)
- Chromis insolata (Cuvier in Cuvier & Valenciennes, 1830)
- Chromis jubauna Moura, 1995
- Chromis katoi Iwatsubo & Motomura, 2018
- Chromis klunzingeri Whitley, 1929
- Chromis limbata (Cuvier in Cuvier & Valenciennes, 1830)
- Chromis limbaughi Greenfield & Woods, 1980
- Chromis lubbocki Edwards, 1986
- Chromis mamatapara Shepherd, Pinheiro, Phelps, Easton, Pérez-Matus & Rocha, 2020
- Chromis mirationis Tanaka, 1917
- Chromis nigroanalis Randall, 1988
- Chromis nitida (Whitley, 1928)
- Chromis notata (Temminck & Schlegel, 1843)
- Chromis okamurai Yamakawa & Randall, 1989
- Chromis opercularis (Günther in Playfair & Günther, 1867)
- Chromis ovalis (Steindachner, 1900)
- Chromis pamae Randall & McCosker, 1992
- Chromis pelloura Randall & Allen, 1982
- Chromis pembae Smith, 1960
- Chromis punctipinnis (Cooper, 1863)
- Chromis randalli Greenfield & Hensley, 1970
- Chromis sanctaehelenae Edwards in Edwards & Glass, 1987
- Chromis scotochiloptera Fowler, 1918
- Chromis scotti Emery, 1968
- Chromis struhsakeri Randall & Swerdloff, 1973
- Chromis ternatensis (Bleeker, 1856)
- Chromis tingting Yi-Kai, Gill & Senou, 2019
- Chromis torquata Allen, 2018
- Chromis triacantha Bowdich, 1825
- Chromis trialpha Allen & Randall, 1980
- Chromis vanbebberae McFarland, Baldwin, Robertson, Rocha & Tornabene 2020[1]
- Chromis vanderbilti (Fowler, 1941)
- Chromis verater Jordan & Metz, 1912
- Chromis cinerascens
- Grünes Schwalbenschwänzchen (Chromis viridis (Cuvier, 1830))
- Chromis weberi Fowler & Bean, 1928
- Chromis westaustralis Allen, 1976
- Chromis woodsi Bruner & Arnam, 1979
- Chromis xanthochira (Bleeker, 1851)
- Chromis xanthopterygia Randall & McCarthy, 1988
- Chromis xanthura (Bleeker, 1854)
- Chromis xouthos Allen & Erdmann, 2005
- Chromis xutha Randall, 1988
- Chromis yamakawai Iwatsubo & Motomura, 2013

Ursprünglich umfasste die Gattung über 100 Arten, war in dieser Zusammensetzung aber nicht monophyletisch. Über 20 bis Mitte 2021 zu Chromis gezählte Arten sind näher mit der Gattung Dascyllus verwandt als mit dem Mönchsfisch (Chromis chromis), der Typusart von Chromis. Für diese Arten wurde die 1941 durch den US-amerikanischen Zoologen Henry Weed Fowler eingeführte Gattung Pycnochromis revalidiert. Acht weitere ursprünglich zu Chromis gezählte Arten wurden der Gattung Azurina zugeordnet.